# Gösta Lindh
Gustaf „Gösta“ Lennart Lindh (* 8. Februar 1924 in Örebro; † 4. Januar 1984 ebenda) war ein schwedischer Fußballspieler.

## Laufbahn
Lindh spielte in der Jugend für Rynninge IK, ehe er 1941 zum Örebro SK wechselte. Er debütierte für den Klub am 2. August 1942 in der Division 2 im Spiel gegen Surahammars IF. 1946 gelang ihm mit dem Klub der Aufstieg in die Allsvenskan. Dort bestritt er alle 22 Saisonspiele, dennoch verpasste er mit der Mannschaft den Klassenerhalt. Dem direkten Wiederaufstieg folgte der erneute Abstieg. 1951 bis 1953 spielte er wieder erstklassig mit dem Klub und verpasste nur ein Saisonspiel. Nach zwei weiteren Jahren in der Zweitklassigkeit beendete er 1955 seine aktive Laufbahn. Insgesamt lief er 251 Mal in Ligaspielen für den ÖSK auf, davon 109 Mal in der Allsvenskan.
Lindh bestritt 31 Länderspiele für Schweden. Mit der Nationalmannschaft holte er bei den Olympischen Spielen 1952 die Bronzemedaille. Mit seinem Debüt 1950 gegen die Schweiz ist er der erste Nationalspieler in der Geschichte des Örebro SK.